# 田浦車站 (花蓮縣)

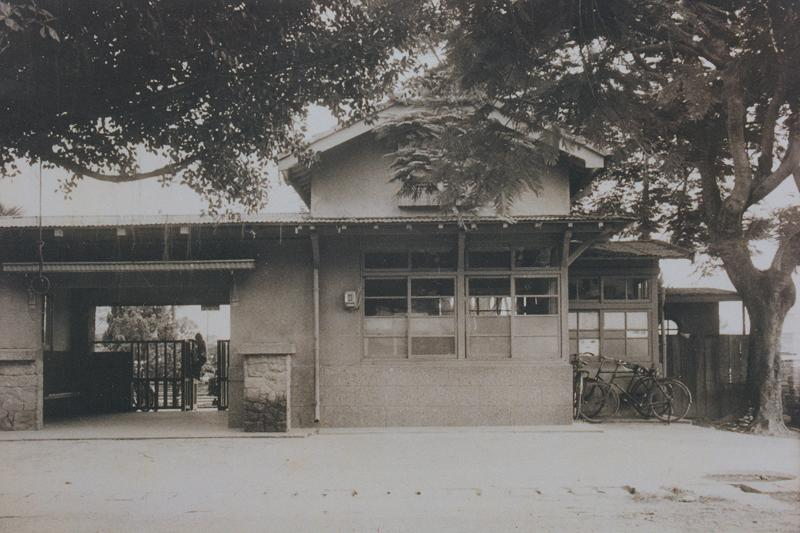
日治時期站房

田浦車站(田浦站)，又稱田埔車站或田埔站位於台灣花蓮縣花蓮市，曾是臺灣鐵路管理局臺東線的鐵路車站，亦曾為台東線、花蓮臨港線、嵐山森林鐵路太昌線實際分歧點，已於1982年時東拓時廢站。

## 車站概要
本站「田浦」之名緣由係因此地盛產胡頹子樹且結實如豆，因此當地阿美族人稱此豆為「太奧魯」，當地漢人則譯稱「荳蘭」。1909年本站站房開始興建，採用磚木混合方式建造，占地面積為74.4平方公尺。
早年本站負責轉運甘蔗、稻米等農作物，以及嵐山、哈崙、林田山等地的一級木料，故有嵐山森林鐵路太昌線連結及於附近設有貯木池（今田浦生態池）。
因北迴鐵路於1980年開通營運時台東線拓寬工程尚未完成，當時本站與吉安、南華（干城）三站皆有1067公厘及762公厘兩種軌距共用，當時僅本站、吉安及南華（干城）三站有共用兩種軌距路線。為方便往來台北及台東間之旅客而不必繞進市區內的花蓮舊站轉乘，加上本站站場規模較小且位於新舊兩線交接處，故僅停靠762公厘軌距列車而將吉安站設為北迴線及台東線客運列車之轉乘站（貨運列車則於南華站辦理轉運）。
由於吉安舊站與本站合併且本站與吉安新站距離僅約1公里，故台東線鐵路於1982年6月26日拓寬工程完工通車時連同本站正式裁撤。裁撤後本站站房並未立即拆除，直到後來遭颱風吹毀後才進行拆除。2018年6月，花蓮市公所重新打造完成現今意境式站體。

## 利用狀況
- 目前已廢除。

| 年       | 年間    | 年間    | 年間     | 年間   | 1日平均 | 1日平均 |
| 年       | 上車    | 下車    | 上下車計 | 來源   | 上車    | 上下車  |
| -------- | ------- | ------- | -------- | ------ | ------- | ------- |
| 1913年度 | 13,663  | 14,441  | 28,104   | [ 11 ] | 37      | 77      |
| 1914年度 | 14,304  | 13,460  | 27,764   | [ 12 ] | 39      | 76      |
| 1915年度 | 14,260  | 13,308  | 27,568   | [ 13 ] | 39      | 75      |
| 1916年度 | 12,879  | 11,594  | 24,473   | [ 14 ] | 35      | 67      |
| 1917年度 | 12,240  | 11,028  | 23,268   | [ 15 ] | 34      | 64      |
| 1918年度 | 13,521  | 12,954  | 26,475   | [ 16 ] | 37      | 73      |
| 1919年度 | 17,399  | 16,938  | 34,337   | [ 17 ] | 48      | 94      |
| 1920年度 | 18,022  | 16,697  | 34,719   | [ 18 ] | 49      | 95      |
| 1921年度 | 18,786  | 15,831  | 34,617   | [ 19 ] | 51      | 95      |
| 1922年度 | 17,404  | 15,993  | 33,397   | [ 20 ] | 48      | 91      |
| 1923年度 | 16,328  | 15,605  | 31,933   | [ 21 ] | 45      | 87      |
| 1924年度 | 18,159  | 18,183  | 36,342   | [ 22 ] | 50      | 100     |
| 1925年度 | 21,674  | 22,318  | 43,992   | [ 23 ] | 59      | 121     |
| 1926年度 | 21,077  | 22,360  | 43,437   | [ 24 ] | 58      | 119     |
| 1927年度 | 22,513  | 22,915  | 45,428   | [ 25 ] | 62      | 124     |
| 1928年度 | 24,381  | 23,920  | 48,301   | [ 26 ] | 67      | 132     |
| 1929年度 | 26,614  | 25,256  | 51,870   | [ 27 ] | 73      | 142     |
| 1930年度 | 26,536  | 25,978  | 52,514   | [ 28 ] | 73      | 144     |
| 1931年度 | 26,057  | 24,456  | 50,513   | [ 29 ] | 71      | 138     |
| 1932年度 | 24,702  | 23,977  | 48,679   | [ 30 ] | 68      | 133     |
| 1933年度 | 25,552  | 24,640  | 50,192   | [ 31 ] | 70      | 138     |
| 1934年度 | 27,581  | 27,155  | 54,736   | [ 32 ] | 76      | 150     |
| 1935年度 | 30,274  | 29,140  | 59,414   | [ 33 ] | 83      | 162     |
| 1936年度 | 35,351  | 32,689  | 68,040   | [ 34 ] | 97      | 186     |
| 1937年度 | 39,761  | 38,033  | 77,794   | [ 35 ] | 109     | 213     |
| 1938年度 | 40,466  | 36,805  | 77,271   | [ 36 ] | 111     | 212     |
| 沒資料   |         |         |          |        |         |         |
| 1946     | 40,903  | 38,243  | 79,146   | [ 37 ] | 112     | 217     |
| 沒資料   |         |         |          |        |         |         |
| 1975     | 192,985 | 194,600 | 387,585  | [ 38 ] | 529     | 1,062   |
| 1976     | 212,947 | 210,788 | 423,735  | [ 39 ] | 582     | 1,158   |
| 1977     | 219,461 | 218,800 | 438,261  | [ 40 ] | 601     | 1,201   |
| 1978     | 沒資料  | 沒資料  | 沒資料   | 沒資料 | 沒資料  | 沒資料  |
| 1979     | 沒資料  | 沒資料  | 沒資料   | 沒資料 | 沒資料  | 沒資料  |
| 1980     | 149,079 | 149,372 | 298,451  | [ 41 ] | 407     | 815     |
| 1981     | 125,385 | 126,113 | 251,498  | [ 42 ] | 344     | 689     |
| 1982     | 58,650  | 59,100  | 117,750  | [ 1 ]  | 331     | 665     |

## 車站周邊
- 花蓮縣立國風國民中學 （页面存档备份，存于）
- 花蓮國泰聯合診所
- 花蓮縣消防局第一大隊暨花蓮消防分隊
- 農業部林業及自然保育署花蓮分署
- 行政院農業部農糧署東區分署

## 歷史
- 「田浦」之名緣由係因此地盛產胡頹子樹且結實如豆，因此當地阿美族人稱此豆為「太奧魯」，當地漢人則譯稱「荳蘭」。
- 1909年（明治42年），車站站房建成，採磚木混合構造，面積74.4平方公尺。
- 1910年（明治43年）12月16日，設立荳蘭驛，開始營業[43]。
- 1937年（昭和12年）11月1日，隨地名改稱為田浦驛[35]:頁53，當時為三等站。
- 東線拓寬時計劃將吉安舊站及田浦兩站合併為一站，由於與吉安新站距離只有1公里，最後決定將田浦站裁撤。
- 1982年（民國71年）6月26日，東線拓寬工程完工通車，同日起田浦站正式裁撤[44]。
- 2014年「花蓮市舊鐵道遊廊活力重現計畫」，舊鐵道軌跡（和平路至田浦車站）進行景觀路面改善工程，並增設解說牌，述說鐵路廊的歷史[45]。
- 2018年，意境式新站體啓用。

## 來源資料
1. 1 2  交通部臺灣鐵路管理局.  (报告). 國家圖書館 政府統計資訊網: 頁62–75. 1983年6月  [2022-01-17]. （原始内容存档于2021-08-24）.
2. ↑  花蓮綠活小旅行 （页面存档备份，存于）花蓮市公所
3. ↑  .   [2021-08-12]. （原始内容存档于2021-08-12）.
4. ↑  .   [2021-08-12]. （原始内容存档于2021-08-12）.
5. ↑  .   [2021-08-12]. （原始内容存档于2021-08-12）.
6. ↑  阿榮師講文史、鐵道. . Youtube. 2024-12-24  [2024-12-24]. （原始内容存档于2025-01-10） （中文（繁體））.
7. ↑  阿榮師講文史、鐵道. . Youtube. 2025-01-07  [2024-12-24]. （原始内容存档于2025-01-10） （中文（繁體））.
8. ↑  .   [2021-08-12]. （原始内容存档于2021-08-12）.
9. ↑  .   [2013-07-08]. （原始内容存档于2021-04-11）.
10. ↑  .   [2021-08-12]. （原始内容存档于2021-08-12）.
11. ↑  臺灣總督府交通局鐵道部. . . 1914-11-10: 頁30–33  [2021-03-17]. （原始内容存档于2021-12-29） （日语）. 國立國會圖書館
12. ↑  臺灣總督府交通局鐵道部. . . 1915-11-30: 頁30–33  [2021-03-17]. （原始内容存档于2021-11-21） （日语）. 國立國會圖書館
13. ↑  臺灣總督府交通局鐵道部. . . 1916-11-30: 頁28–31  [2021-03-17]. （原始内容存档于2021-11-21） （日语）. 國立國會圖書館
14. ↑  臺灣總督府交通局鐵道部. . . 1917-11-25: 頁28–31  [2021-03-17]. （原始内容存档于2021-11-21） （日语）. 國立國會圖書館
15. ↑  臺灣總督府交通局鐵道部. . . 1918-11-30: 頁26–29  [2021-03-17]. （原始内容存档于2021-11-21） （日语）. 國立國會圖書館
16. ↑  臺灣總督府交通局鐵道部. . . 1919-12-25: 頁26–29  [2021-03-17]. （原始内容存档于2021-11-21） （日语）. 國立國會圖書館
17. ↑  臺灣總督府交通局鐵道部. . . 1920-12-30: 頁28–31  [2021-03-17]. （原始内容存档于2021-11-21） （日语）. 國立國會圖書館
18. ↑  臺灣總督府交通局鐵道部. . . 1921-12-30: 頁28–33  [2021-03-17]. （原始内容存档于2021-11-21） （日语）. 國立國會圖書館
19. ↑  臺灣總督府交通局鐵道部. . . 1922-12-25: 頁28–33  [2021-03-17]. （原始内容存档于2021-11-21） （日语）. 國立國會圖書館
20. ↑  臺灣總督府交通局鐵道部. . . 1923-12-17: 頁28–31  [2021-03-17]. （原始内容存档于2021-11-21） （日语）. 國立國會圖書館
21. ↑  臺灣總督府交通局鐵道部. . . 1924-12-18: 頁38–41  [2021-03-17]. （原始内容存档于2021-11-21） （日语）. 國立國會圖書館
22. ↑  臺灣總督府交通局鐵道部. . . 1925-12-18: 頁32–35  [2021-03-17]. （原始内容存档于2021-11-21） （日语）. 國立國會圖書館
23. ↑  臺灣總督府交通局鐵道部. . . 1926-12-15: 頁32–37  [2021-03-17]. （原始内容存档于2021-11-21） （日语）. 國立國會圖書館
24. ↑  臺灣總督府交通局鐵道部. . . 1927-12-16: 頁32–37  [2021-03-17]. （原始内容存档于2021-11-21） （日语）. 國立國會圖書館
25. ↑  臺灣總督府交通局鐵道部. . . 1928-12-16: 頁32–37  [2021-03-17]. （原始内容存档于2021-11-21） （日语）. 國立國會圖書館
26. ↑  臺灣總督府交通局鐵道部. . . 1929-12-25: 頁32–37  [2021-03-17]. （原始内容存档于2021-11-21） （日语）. 國立國會圖書館
27. ↑  臺灣總督府交通局鐵道部. . . 1930-12-23: 頁32–39  [2021-03-17]. （原始内容存档于2021-11-21） （日语）. 國立國會圖書館
28. ↑  臺灣總督府交通局鐵道部. . . 1931-12-23: 頁32–39  [2021-03-17]. （原始内容存档于2021-11-21） （日语）. 國立國會圖書館
29. ↑  臺灣總督府交通局鐵道部. . . 1932-12-23: 頁32–39  [2021-03-17]. （原始内容存档于2021-11-21） （日语）. 國立國會圖書館
30. ↑  臺灣總督府交通局鐵道部. . . 1933-12-23: 頁32–39  [2021-03-17]. （原始内容存档于2021-11-21） （日语）. 國立國會圖書館
31. ↑  臺灣總督府交通局鐵道部. . . 1934-12-23: 頁32–39  [2021-03-17]. （原始内容存档于2021-11-21） （日语）. 國立國會圖書館
32. ↑  臺灣總督府交通局鐵道部. . . 1935-12-20: 頁32–39  [2021-03-17]. （原始内容存档于2021-11-21） （日语）. 國立國會圖書館
33. ↑  臺灣總督府交通局鐵道部. . . 1936-12-25: 頁32–39  [2021-03-17]. （原始内容存档于2021-11-21） （日语）. 國立國會圖書館
34. ↑  臺灣總督府交通局鐵道部. . . 1937-12-20: 頁30–37  [2021-03-17]. （原始内容存档于2021-11-21） （日语）. 國立國會圖書館
35. 1 2  臺灣總督府交通局鐵道部. . . 1938-12-20: 頁30–31  [2021-03-17]. （原始内容存档于2021-11-21） （日语）. 國立國會圖書館
36. ↑  臺灣總督府交通局鐵道部. . . 1939-12-20: 頁32–39  [2021-03-17]. （原始内容存档于2021-11-21） （日语）. 國立國會圖書館
37. ↑  臺灣省行政長官公署交通處鐵路管理委員會. . 臺灣省行政長官公署交通處鐵路管理委員會. 1947年5月: 頁28  [2020-10-30]. （原始内容存档于2020-05-01）. 國家圖書館
38. ↑  交通部臺灣鐵路管理局.  (报告). 國家圖書館 政府統計資訊網: 頁44–59. 1976年6月  [2022-01-17]. （原始内容存档于2021-08-24）.
39. ↑  交通部臺灣鐵路管理局.  (报告). 國家圖書館 政府統計資訊網: 頁26–41. 1977年6月  [2022-01-17]. （原始内容存档于2021-08-24）.
40. ↑  交通部臺灣鐵路管理局.  (报告). 國家圖書館 政府統計資訊網: 頁46–61. 1978年6月  [2022-01-17]. （原始内容存档于2021-08-24）.
41. ↑  交通部臺灣鐵路管理局.  (报告). 國家圖書館 政府統計資訊網: 頁70–87. 1981年6月  [2022-01-17]. （原始内容存档于2021-08-24）.
42. ↑  交通部臺灣鐵路管理局.  (报告). 國家圖書館 政府統計資訊網: 頁68–81. 1982年6月  [2022-01-17]. （原始内容存档于2021-08-24）.
43. ↑  鐵道省. . 國立國會圖書館. 1937-11-30: 頁524  [2020-10-30]. （原始内容存档于2020-01-30） （日语）.
44. ↑  . 花蓮鐵道文化園區. 2005-11-26  [2020-10-30]. （原始内容存档于2019-10-28）.
45. ↑  . 更生日報. 2014-03-25  [2014-05-22]. （原始内容存档于2014-05-22） （中文）.

## 外部連結
- . 花蓮市公所. 2014-05-21  [2014-05-22] （中文）.[永久]。
- 花蓮站歷史沿革>週邊記事-消失的車站（繁體中文）